# Хуанхелоу
Хуанхелоу або «Башта Жовтого Журавля» (кит. трад. 黃鶴樓, спр. 黄鹤楼, піньїнь: Huáng hè lóu) — одна з трьох відомих башт Цзяннані (південного Китаю), її називають «Першою вежею Піднебесної». Розташована на Зміїній горі (Шешань 蛇 山), на висоті 61,7 м над рівнем моря, в Ухані. Їй надано статус AAAAA серед туристичних пам'яток.

## Історія
Була споруджена в 223 році, в епоху Трьох царств, коли єдиний Китай розпався на три незалежні держави. Про появу тут башти розповідає старовинна легенда. В корчму якогось Сіна приходив поїсти старий-даос. Він був настільки жалюгідний і старий, що господар не смів брати з нього грошей. Так тривало протягом півроку. І одного разу старий, щоб віддячити Сіна за гостинність, апельсиновою скоринкою намалював на стіні жовтого журавля. Варто було грюкнути в долоні, як журавель оживав й починав танцювати. Дивовижна птаха приковувала до себе загальну увагу, з кожним днем людей ставало все більше, справи йшли все краще. Так тривало 10 років, до тих пір, поки в корчму знову не прийшов старий-даос і не полетів на жовтому журавлі. А Сін, на дяку про диво звів Башту Жовтого Журавля.
Найбільшого розквіту будова досягла після великої розбудови 765 року в часи династії Тан. За свою багатовікову історію вона пережила численні руйнування, відновлення, перебудови, зокрема в часи династій Мін та Цін зазнала 7 руйнувань та перебудов та 10 часткових відновлень. У 1884 році вона була зруйнована остаточно. 1957 році зведено місто через річку Янцзи, що виходить до комплексу башти. У 1981 році її почали відновлювати і 11 червня 1985 року відбулося її нове відкриття, на відстані 1 км від початково розташування.

## Опис
Хуанхелоу складається з п'яти ярусів і піднімається вгору на 51,4 м. Її ширина біля основи складає 30 метрів, до верху вона звужується до 18 м. Загальна площа становить 3219 м². Внутрішня опора заввишки 72 м, зовнішня — 60 м. Зверху криши башти вкриті 10 тис. глазурованих плиток.
З верхніх поверхів відкривається дивовижний краєвид на Ухань і річку Янцзи. Вхід відкриває арка-пайлоу, за якою традиційні лев і левиця. Поруч з Баштою — статуя двох журавлів. У Китаї вони символізують подружню вірність та довголіття.
Усередині башти знаходиться величезне панно з зображенням журавля, музей, де виставлені різні предмети декоративно-прикладного мистецтва, реконструйовані інтер'єри. Дахи Башти Жовтого Журавля прикрашені драконами. Навколо неї розкинувся великий парк з павільйонами і деревами химерних форм, торгова вулиця. Інтерес там являє альтанка з віршами Мао Цзедуна про Хуанхелоу і Музей каменів.
Вона є одним із символів міста. Поети Цуй Хао, Лі Бо присвячували їй вірші, художники зображали її на своїх полотнах, письменники описували в численних творах.